# Юламановська сільська рада
Юлама́новська сільська рада (рос. Юламановский сельский совет) — сільське поселення у складі Альменєвського району Курганської області Росії.
Адміністративний центр — село Юламаново.
Населення сільського поселення становить 637 осіб (2017; 914 у 2010, 1201 у 2002).

## Склад
До складу сільського поселення входять:
| Населений пункт    | Населення, осіб (2002) | Населення, осіб (2010) |
| ------------------ | ---------------------- | ---------------------- |
| Аскарово, присілок | 168                    | 116                    |
| Бухарово, присілок | 218                    | 165                    |
| Озерне, присілок   | 197                    | 87                     |
| Юламаново, село    | 618                    | 546                    |